# Natten til lørdag
Natten til lørdag er en dansk ungdomsserie i 3 afsnit, der er blevet sendt på DR3 og er instrueret af Cecilie McNair. Serien handler om tre unge mennesker, der er til gymnasiefest. I de tre afsnit serien udspiller sig over, sker der et skift i hovedpersonen: afsnit 1 Karl, afsnit 2 Rosa og afsnit 3 Ida.
Hvert afsnit har grundlæggende den samme handling, men set fra hver sin synsvinkel, og dermed bliver historien fordrejet en smule alt efter hvis synsvinkel, det ses fra. I serien er der fokus på problemer i ungdommen hvor spørgsmålet om seksualitet, forventninger og møder med det andet køn, tages til det ekstreme her.
Serien er et forsøg på at italesætte voldtægt blandt unge, og der udforskes grænsen mellem fuldemandssex og voldtægt ved at fremvise den samme fest ud fra tre forskellige unges synsvinkler. Rikke Frøbert og Asger Kjær, som er skaberne bag serien, har lagt vægt på ikke at dømme hverken Karl eller Rosa. De har ligeledes selv undervejs diskuteret om det, der sker på toilettet, er en voldtægt - eller ej.

## Manuskriptforfatterne om serien
Rikke: »I virkeligheden ville vi se det fra mandens synspunkt. Vi læste en artikelserie i Information med nogle voksne fyre på vores egen alder, som så tilbage og erkendte, at de havde begået en eller anden form for overgreb som unge. Inspirationen kom også på et tidspunkt, hvor MeToo fyldte meget. Seriens tematik er meget genkendelig, men diskussionen er blevet skarpere i forhold til, hvad jeg husker fra dengang«.
Asger: »Der er masser af film og serier om voldtægt, hvor det er meget tydeligt, hvem der gør noget forkert. Fra start ville vi have, det skulle være et overgreb, hvor de ikke helt selv fatter, at det er et overgreb. Hvor det ikke bare var en ond mand og en stakkels kvinde«.
Deres hensigt med denne serie er altså på mange måder at skildre en situation, hvor begge parter er ofre, samt at skabe grundlag for nye tanker og samtaler om et ellers tabubelagt emne.
Asger og Rikke: »Med serien har vi søgt at lave et realistisk scenarie på, hvordan den samme situation kan tage sig ud fra både drengens, pigens og en venindes synsvinkel. De forskellige vinkler over samme location er brugt som et stilistisk greb for at vise, at hver oplevelse er reel - og lige vigtig. Det har været vigtigt for os at gøre Karls, Rosas og Idas historier ligeværdige for ikke at være dømmende på forhånd. ‘Natten til lørdag’ skal gerne sætte nye tanker og samtaler i gang for dem, der selv står i - eller er lige ved at træde ind i - den verden, der kan være svær at tale om og vanskelig at navigere i, fordi man er ny i gamet og bare gerne vil passe ind.«

## Forproduktion
Som forproduktion lavede Frøbert og Kjær en research for at give serien et så realistisk udtryk som muligt. For at forstå sexkulturen interviewede de en kvinde, som havde været udsat for et overgreb, og som havde oplevet at fortælle det til en veninde, der negligerede hændelsen.
Frøbert og Kjær har fået inspiration fra deres eget gymnasieliv, men for at sikre at seriens miljø fremstår nutidigt tog de ud til en gymnasiefest for at se, hvordan gymnasieelever opfører sig. Derudover har de lavet flere læsninger med gymnasieelever, så replikkerne blev tidssvarende.

## Seriens modtagelse
I en anmeldelse fra Filmmagasinet Ekko, skriver Frida Marie Damsgaard: “Det, som Rosa oplevede som et overgreb, har for Karl været sex. Og ingen i omgangskredsen kan tro, at han har gjort det. Slet ikke ham selv. Dermed belyser serien de farlige faldgruber, der ligger i vores sexkultur.” og hun fortsætter: “I et utal af film, bøger og sange er et ”nej” ikke et ”nej”, men en åben invitation (”overbevis mig”). Det er den romantisering og seksualisering af grænseoverskridende adfærd, der forvirrer vores forståelse af samtykke.”
Ifølge Damsgaard er det ikke nødvendigvis de tre karakteres opfattelse af situationen, der skaber misforståelsen, men i stedet lægger hun skylden mere over på samfundet og dets sexkultur. Et “nej” er nemlig ikke altid et “nej” som Damsgaard påpeger, men i stedet kan det være en indikation på, at man leger med hinanden og derfor forekommer der misforståelser.
Hertil kommer Damsgaard med ros til de to manuskriptforfattere for deres “fin føling for tone og adfærd blandt årtiets teenagere.” Deres skildring af karaktererne får dem nemlig til at føles autentiske og dermed bliver det lettere for seerne at få medfølelse og leve sig ind i serien. “De er blevet teenagere i en tid, hvor vi snakker om samtykke på en ny måde, og det giver dem mod på at mærke efter og sætte grænser - ligesom Rosa gør det.” (https://www.ekkofilm.dk/anmeldelser/natten-til-lordag/) Det er ikke let at være ung i en “ny” verden, hvor man bliver “tvunget” til at tage stilling til nye tiltag, som fx at skulle give samtykke eller sige fra. Når der er tale om samtykke, er det muligt at miste overblikket.
Frida Marie Damsgaard: “Jeg ville gerne have haft Natten til lørdag at navigere efter, da jeg selv gik i gymnasiet for tre år siden.”